# 정인화
정인화(鄭仁和, 1957년 7월 27일~)는 대한민국의 정치인이다. 제9대 전남 광양시장이다. 1957년 전남 광양군에서 출생하였다. 1983년 3월 행정고등고시에 합격하였으며, 2013년 10월까지 공무원으로 일하였다. 이후 2014년 지방 선거에서 전남 광양시장에 출마·낙선하였으며, 2016년 제20대 국회의원에 당선되었다. 2020년 제21대 총선에서는 낙선하였으며, 2022년 지방 선거에서 광양시장에 당선되었다.

## 학력
- 1969년 옥룡북국민학교 졸업
- 1971년 광양중학교 졸업
- 1974년 광주공업고등학교 졸업
- 1982년 전남대학교 행정학 학사
- 2012년 한양대학교 국제관광대학원 국제관광학 석사

## 경력
- 1983.03 :제26회 행정고등고시 합격(행정사무관)
- 1983~1995.01: 총무처 행정사무관, 전라남도청 민방위계장/경제분석계장/여론계장/지도계장/행정계장(행정사무관)
- 1995.01~1997.01: 전라남도청 청소년과장, 전라남도의회 운영전문위원(서기관)
- 1997.01~1997.09: 전라남도청 문화예술과장(서기관)
- 1997.09~1999.01: 전라남도청 총무과장(서기관)
- 1999.01~2002.08: 전라남도 장흥군 부군수(서기관)
- 2002.08~2005.01: 전라남도 광양시 부시장(서기관)
- 2005.01~2005.07: 전라남도청 공보관(서기관)
- 2005.07~2006.01: 전라남도청 감사관(서기관)
- 2006.01~2007.01: 고위정책과정 파견(부이사관)
- 2007.01~2007.07: 전라남도청 관광투자유치 T/F정책보좌관(부이사관)
- 2007.07~2009.07: 전라남도청 기획관리실 정책기획관(부이사관)
- 2009.07~2011.01: 전라남도 여수시 부시장(부이사관)
- 2011.01~2012.01: 전라남도청 부이사관(국방대학교 안보과정)
- 2012.01~2012.08: 전라남도청 관광문화국장(부이사관)
- 2012.08~2013.10: 광양만권경제자유구역청 행정개발본부장(부이사관)
- 2016년 4월 13일: 대한민국 제20대 국회의원 선거 당선(전남 광양시·곡성군·구례군, 국민의당, 초선)
- 2016.05~: 제20대 국회의원(전남 광양시·곡성군·구례군, 국민의당→무소속→민주평화당→무소속, 초선)
  - 2016.06~2018.05 제20대 국회 농림축산식품해양수산위원회 위원
  - 2016.07~2017.07 제20대 국회 민생경제특별위원회 간사
  - 2017.03~2017.07 제20대 국회 정치발전특별위원회 위원
  - 2017.05~2018.05 제20대 국회 전반기 예산결산특별위원회 위원
  - 2017.12~2018.05 제20대 국회 청년미래특별위원회 위원
  - 2018.07~제20대 국회 후반기 행정안전위원회 위원
  - 2018.07~제20대 국회 후반기 여성가족위원회 위원
  - 2018.07~2019.05 제20대 국회 후반기 예산결산특별위원회 위원
- 2016.06~: 국회철강포럼 연구책임의원
- 2016.12~2018.02: 국민의당 원내부대표(정책)
- 2017.01~2018.02: 국민의당 전라남도당 위원장
- 2017.06~2018.02: 국민의당 가뭄피해대책특별위원회 위원장
- 2018.02~2018.08: 민주평화당 사무총장
- 2018.02~2019.05: 민주평화당 원내부대표(기획·당무)
- 2022년 6월 1일: 제8회 전국동시지방선거 당선(민선 8기, 전라남도 광양시장, 무소속, 초선)
- 2022.07~: 제9대 전라남도 광양시장(민선 8기, 무소속→더불어민주당, 초선)

## 수상
- 1992: 대통령 표창
- 2008: 홍조근정훈장

## 역대 선거 결과
|  | 22.97% |

|  | 49.89% |

|  | 24.08% |

|  | 54.59% |

## 소속 정당
| 소속 정당 | 소속 정당      | 소속 기간 | 비고      |
| --------- | -------------- | --------- | --------- |
|           | 새정치민주연합 | 2014      | 정계 입문 |
|           | 무소속         | 2014~2016 | 탈당      |
|           | 국민의당       | 2016~2018 | 창당      |
|           | 무소속         | 2018      | 탈당      |
|           | 민주평화당     | 2018~2019 | 창당      |
|           | 무소속         | 2019~2024 | 탈당      |
|           | 더불어민주당   | 2024~현재 | 복당      |

## 같이 보기
- 광양시·곡성군·구례군
- 광양시의 국회의원
- 곡성군의 국회의원
- 구례군의 국회의원
- 광양시장